# Le Thuit-Anger
Le Thuit-Anger è un comune francese di 641 abitanti situato nel dipartimento dell'Eure nella regione della Normandia.

## Società

### Evoluzione demografica
Abitanti censiti